# Jan-Erik Mattsson
Jan-Erik Mattsson, född 31 juli 1949, åländsk politiker (centerpartist).
- Näringsminister, Ålands landskapsregering 2007-2010
- Ledamot av Ålands lagting 1995-2003, 2005-2007, 2010-2011